# پلوتس (زاکسن-آنهالت)
پلوتس (به آلمانی: Plötz) یک منطقهٔ مسکونی در آلمان است که در لبیون-وتین واقع شده‌است. پلوتس ۶۵۸ نفر جمعیت دارد.